# Разселване на немците на изток
Разселване на изток (на немски: Ostsiedlung) e процес на миграция на населението, разселване на немци от централните и западните области на днешна Германия и Рейн към северните и източните части на Централна Европа и Източна Европа – от Словения на югоизток до днешна Естония на североизток. Настъпва главно през ранното и развитото средновековие.
Германската експанзия има различни направления в различни исторически периоди. На север експанзията на франкската, а по-късно германската държава е насочена към Дания и Скандинавия още от времената на Карл Велики. В ролята на завоеватели действат феодали, рицари-кръстоносци и търговци от немските градове, обединени в Ханзата. Завоеванията на германската държава на запад започват при Хайнрих I Птицелов и продължават до времето на управление на френския крал Луи XIV, като постоянни обекти на немска експанзия са Бургундия, Елзас, Лотарингия и устието на Рейн. На юг германската експанзия започва също при Карл Велики и продължава до периода на Рисорджименто в Италия в средата на XIX век. Тя се изразява в походи на германските владетели към Рим (на немски: Romfahrt). На изток обект на експанзията са славяните, унгарците и прибалтийските народи. Това направление се отличава от другите с това, че е съпроводено и с демографско разселване. Ако в другите посоки (към Дания, Франция и Италия) опитът за експанзия завършва с отстъпление, на изток той продължава чак до края на Втората световна война. Историците от XIX век наричат тази тенденция „натиск на изток“:с. 26, 27.